# Lapsang souchong

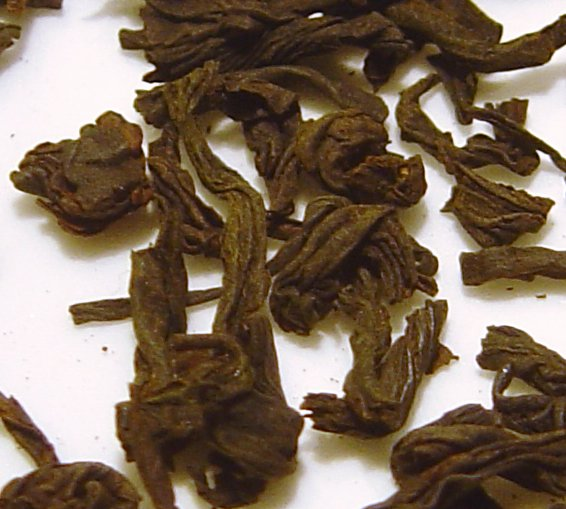
Folhas de Lapsang Souchong.

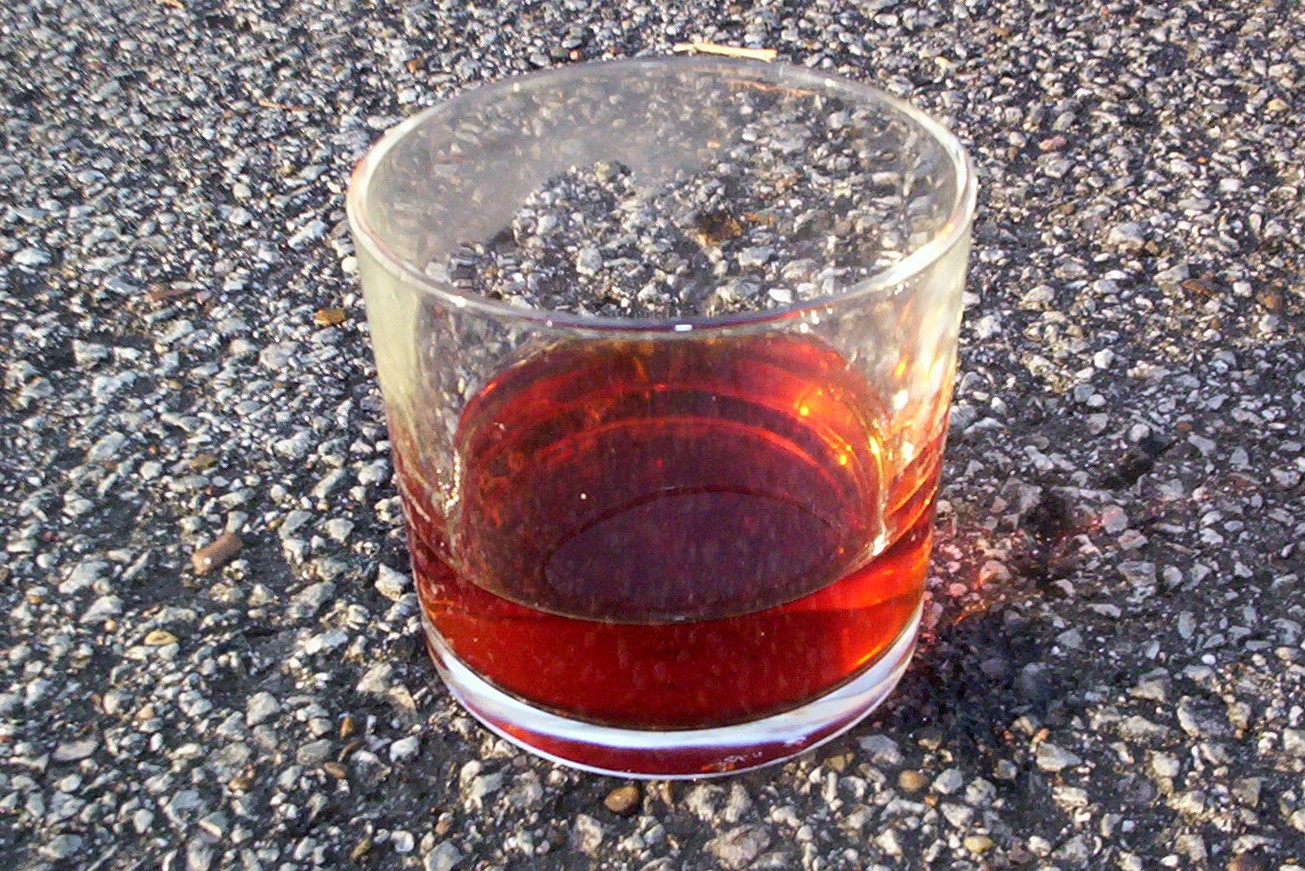
Um copo de chá Lapsang Souchong

O LapSang SouChong é um chá preto produzido na China. A sua característica principal é o sabor fumado resultado da sua secagem sobre fogo de madeira de pinho.
O verdadeiro Lapsang Souchong é produzido em Zheng Shan, parte do Monte Wuyi na província de Fujian.  No entanto, este é muito raro, porque esta é uma zona muito pequena e este é um chá particularmente apreciado, tanto na China como no Ocidente. Por isso, existe normalmente uma diferença grande entre o verdadeiro Lapsang Souchong e o chá que é vendido como tal.
Este chá é tratado  sobre fogueiras de pinho , parcialmente seco em bandejas quentes, depois enrolado. Finalmente termina de secar em cestos de bambu novamente sobre fogueiras de pinho. Depois deste tratamento o chá adquire um sabor fumado que se sobrepõe ao sabor, já por si forte, do chá preto.